# Oberhof (Mark)
Als Oberhof verstand man den Hauptort einer mittelalterlichen Markgenossenschaft. 
Hier wurden die regelmäßigen Versammlungen der Schöffen, das sogenannte „Märkerding“ oder „Wahlding“, aller angeschlossenen Orte abgehalten. Auf diesen Versammlungen wurde über begangene Frevel Gericht gehalten sowie die Vertreter – Schutz- oder Obervögte – und die Markmeister gewählt. Häufig führte die Markgenossenschaft den Namen ihres Oberhofes als Namensbezeichnung wie in der Biebermark. Ein Ort wurde aufgrund seiner zentralen oder gut erreichbaren Lage zum Oberhof einer Mark. So konnte es durchaus sein, dass eher kleinere Ortschaften Oberhof einer Markgenossenschaft waren, obwohl dieser auch bedeutendere Orte angehörten. Der kleinere Oberhof gewann dadurch an wirtschaftlicher Bedeutung.